# Jessica Pilz

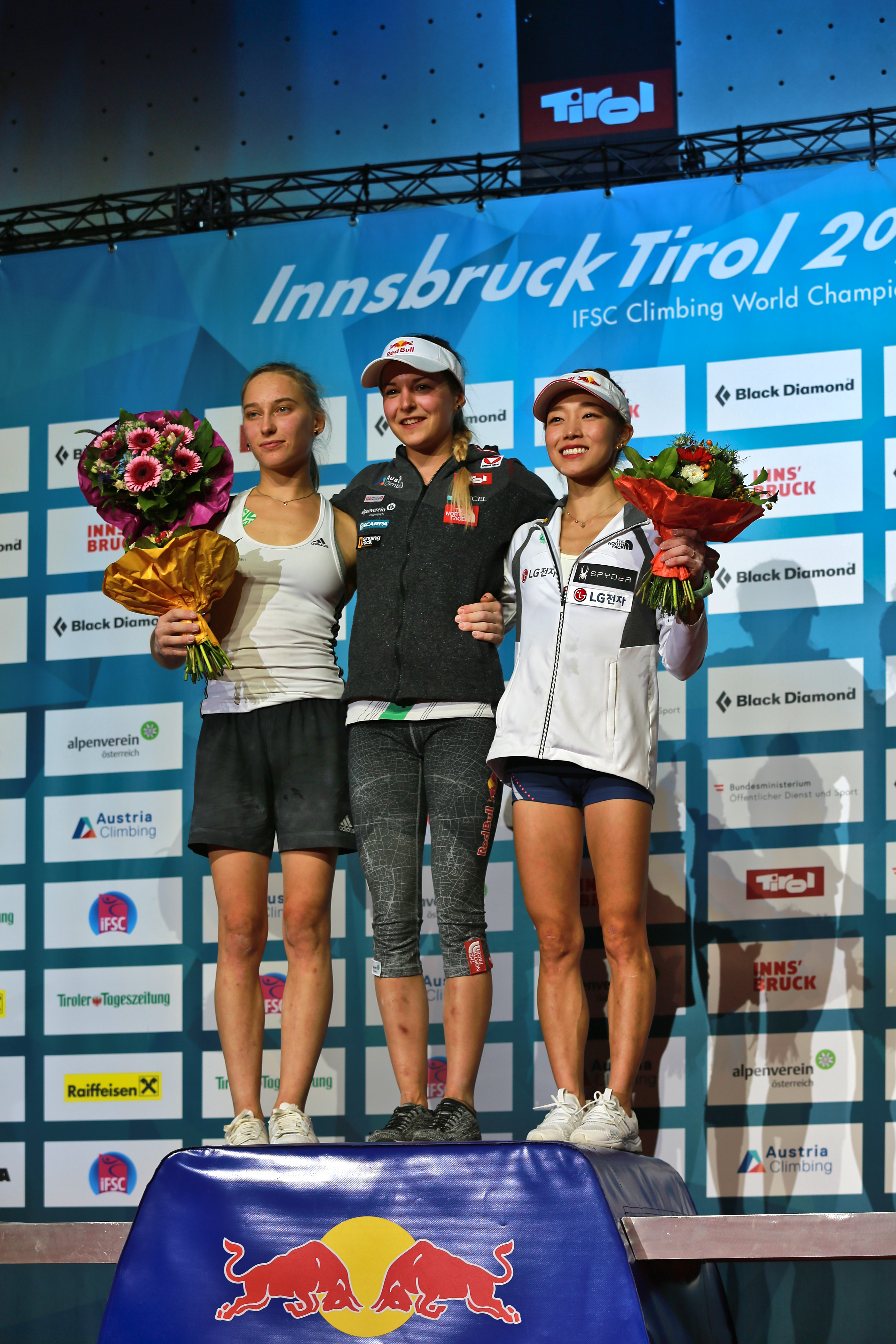
Innsbruck 2018, podium prowadzenia. Od lewej; Janja Garnbret (2 m.), Jessica Pilz (1 m.) oraz Kim Ja-in (3 m.)

Jessica Pilz (ur. 22 listopada 1996 w Haag) – austriacka wspinaczka sportowa specjalizująca się w boulderingu, prowadzeniu oraz we wspinaczce łącznej i klasycznej. Mistrzyni świata we wspinaczce sportowej w prowadzeniu z 2018, olimpijka z Paryża 2024.

## Kariera sportowa
Na mistrzostwach świata w 2018 roku w Innsbrucku zdobyła we wspinaczce sportowej złoty medal w prowadzeniu (w finale pokonała Janję Garnbret), a we wspinaczce łącznej brązowy.
W 2019 w Hachiōji na mistrzostwach świata we wspinaczce łącznej zajęła 10. miejsca w klasyfikacji generalnej co zapewniło jej bezpośrednią kwalifikacje na IO 2020 w Tokio we wspinaczce sportowej.
W Soczi w 2017 podczas zimowych igrzysk wojskowych zdobyła dwa złote medale – w boulderingu oraz w prowadzeniu – a we wspinaczce klasycznej srebrny.
Wielokrotna uczestniczka festiwalu wspinaczkowego Rock Master, który corocznie odbywa się na słynnych ścianach wspinaczkowych we włoskim Arco, gdzie była zapraszana przez organizatora zawodów. Dwukrotna srebrna medalistka tych zawodów wspinaczkowych w 2018 w konkurencji prowadzenia oraz w duelu.

## Osiągnięcia

### Mistrzostwa świata
| Konkurencje        | 2016 | 2018 | 2019 |
| Bouldering         | —    | 4    | 33   |
| Prowadzenie        | 5    | 1    | 6    |
| Wspinaczka na czas | —    | 56   | 43   |
| Wspinaczka łączna  | —    | 3    | 10   |

### Mistrzostwa Europy
| Konkurencje        | 2013 | 2015 | 2017 |
| Bouldering         | —    | 5    | 12   |
| Prowadzenie        | 11   | 3    | 3    |
| Wspinaczka na czas | —    | —    | 41   |
| Wspinaczka łączna  | —    | 1    | 5    |

### Zimowe igrzyska wojskowe
| Konkurencje          | 2017 |
| Bouldering           | 1    |
| Prowadzenie          | 1    |
| Wspinaczka klasyczna | 2    |

### Rock Master
| Konkurencje | 2017 | 2018 |
| Bouldering  | —    | —    |
| Prowadzenie | 7    | 2    |
| Duel        | —    | 2    |